# Prosečnice
Prosečnice (niem. Prosetschnitz; Kienschlag) jsou malá vesnice, část obce Krhanice v dolním Posázaví na okraji Hornopožárského lesa v okrese Benešov.

## Historie
První písemná zmínka o vesnici pochází z roku 1497.

## Hospodářství a doprava
Kromě železniční zastávky Posázavského pacifiku  je zajímavá tím, že se zde od roku 1922 nalézalo specializované zdravotnické zařízení (sanatorium) pro léčbu tuberkulózy a respiračních nemocí. V období II. světové války se v objektu sanatoria nacházelo velitelství SS školy pancéřových granátníků. V současnosti areál slouží jako soukromý zdravotně – sociální resort.
V okolí Prosečnice a blízkých Krhanic se nachází také řada kamenolomů pro těžbu žuly.

## Galerie

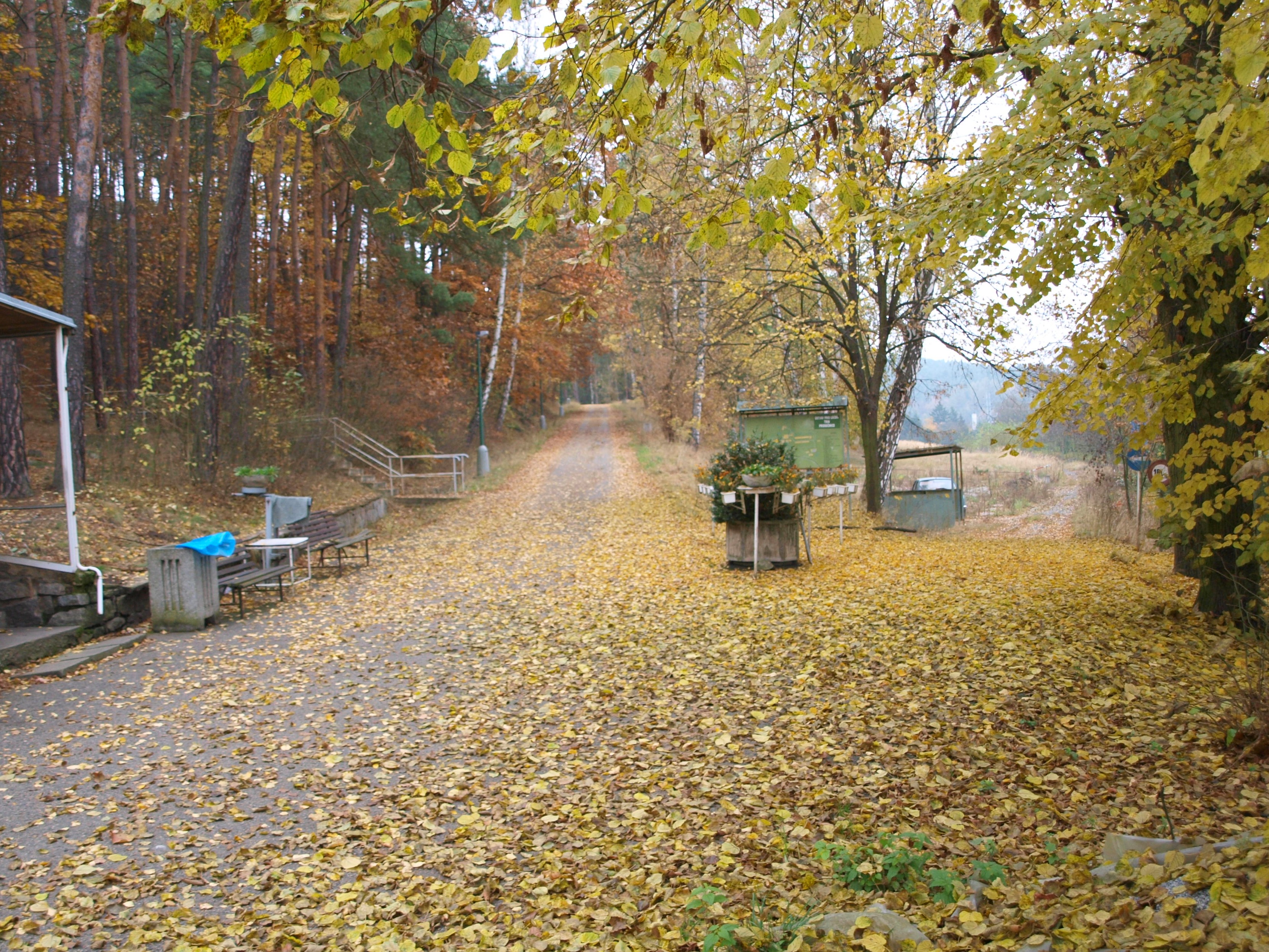
Cesta do objektu sanatoria Prosečnice
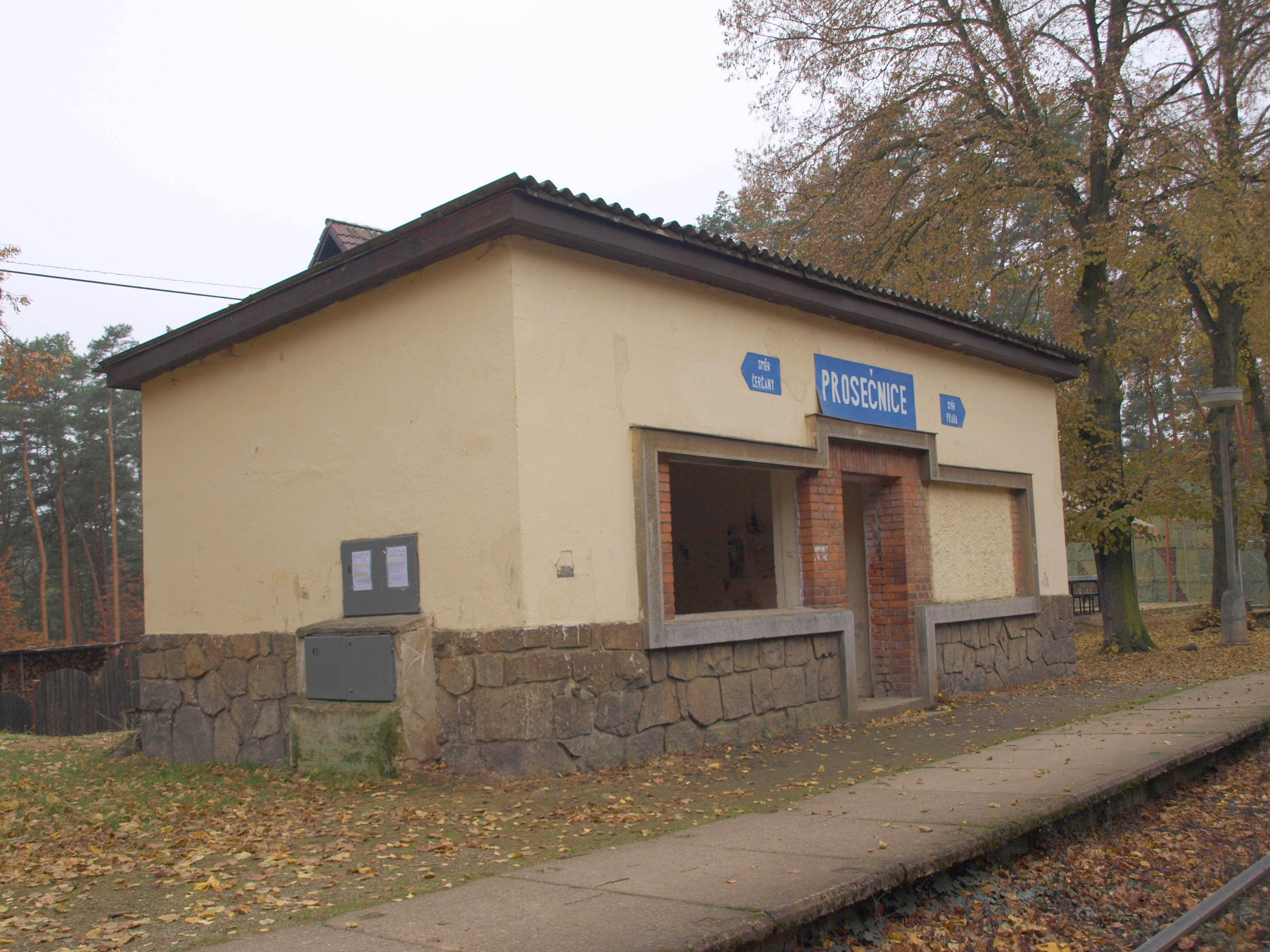
Železniční zastávka
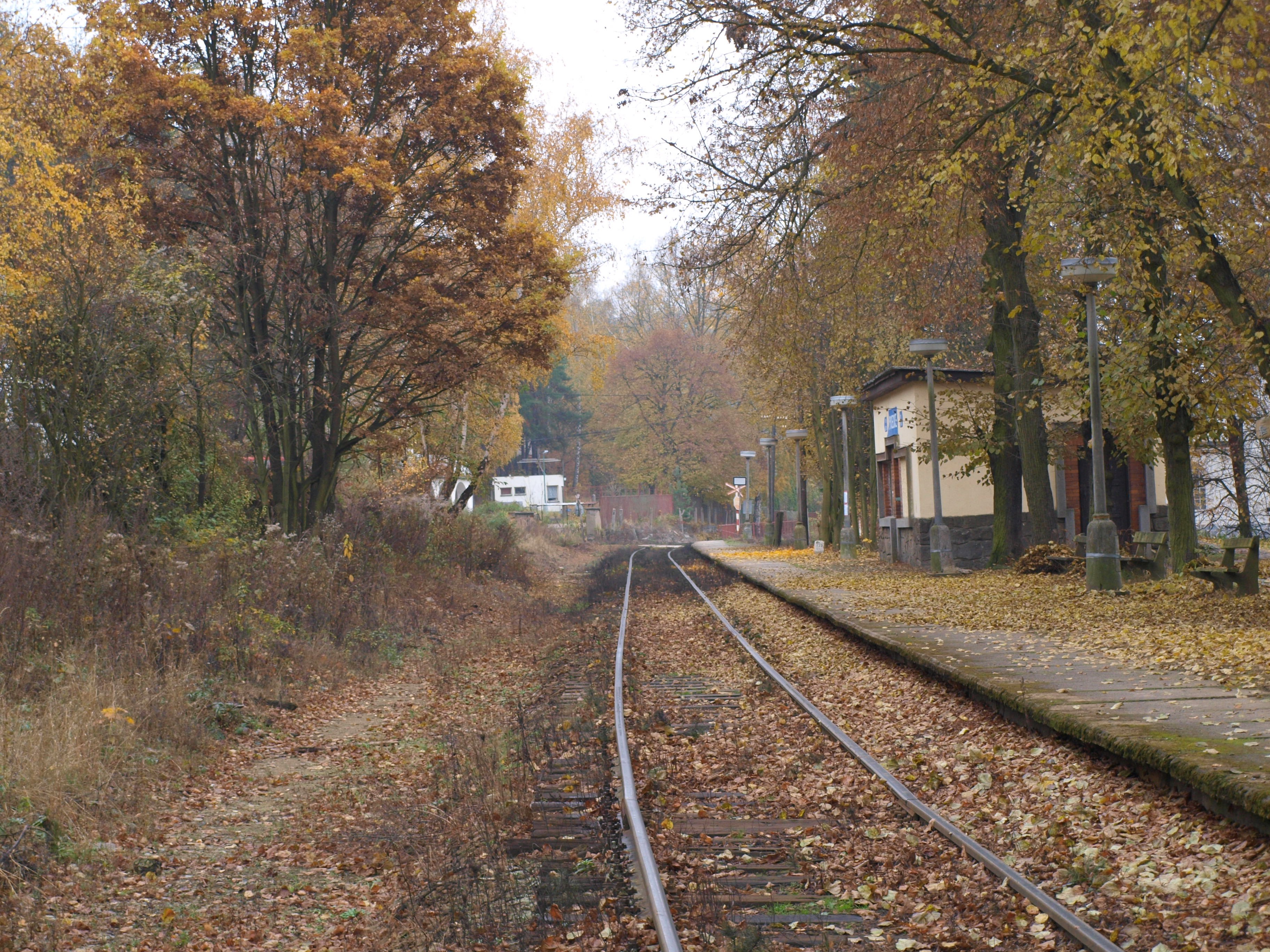
Trať 210 směrem ke Krhanicím